# آزمایشگاه شکر
آزمایشگاه شکر (انگلیسی: Sugar Labs) یک جامعه توسعه نرم‌افزار و یادگیری است.
شکر یک پروژه نرم‌افزاری جامعه باز است که مأموریت آن تولید، توزیع و حمایت از استفاده از شکر و یادگیری آن به جامعه توسط مربیان و توسعه دهندگان نرم‌افزار است.
شکر یک پروژه اجتماعی، تحت منبع باز مجوز عمومی همگانی گنو (GPL) و در دسترس و رایگان برای هر کسی که می‌خواهد از آن استفاده یا آن را گسترش دهد.